# Старочекалдинское сельское поселение
Старочекалдинское се́льское поселе́ние — муниципальное образование в Агрызском районе Татарстана Российской Федерации.
Административный центр — село Старая Чекалда.

## История
Статус и границы сельского поселения установлены Законом Республики Татарстан от 31 января 2005 года № 14-ЗРТ «Об установлении границ территорий и статусе муниципального образования "Агрызский муниципальный район" и муниципальных образований в его составе».

## Население
| 2010 | 2011 | 2012 | 2013 | 2014 | 2015 | 2016 |
| ---- | ---- | ---- | ---- | ---- | ---- | ---- |
| 347  | ↘346 | ↘335 | ↘330 | ↘320 | ↘315 | ↘302 |
| 2017 | 2018 | 2019 | 2020 |      |      |      |
| ↘286 | ↘280 | ↘275 | ↘258 |      |      |      |

## Состав сельского поселения
| № | Населённый пункт | Тип населённого пункта       | Население |
| - | ---------------- | ---------------------------- | --------- |
| 1 | Саклово          | деревня                      |           |
| 2 | Старая Чекалда   | село, административный центр |           |